# Nariz Bonita
Nariz Bonita (en inglés, Pretty Nose; c. 1851–después de 1952) fue una mujer arapaho que participó en la Batalla de Little Bighorn. Vivió al menos 101 años y, según se dice, se convirtió en jefa de guerra. 

## Biografía
Nariz Bonita era arapaho, aunque en algunas fuentes se la menciona como cheyenne.  Se la identificó como arapaho por sus pulseras de cuentas rojas, negras y blancas.
Participó en la Batalla de Little Bighorn en 1876 con un destacamento combinado cheyenne/arapaho.
El nieto de Nariz Bonita, Mark Soldier Wolf, se convirtió en un anciano tribal arapaho que sirvió en el Cuerpo de Marines de los Estados Unidos durante la Guerra de Corea. Ella fue testigo de su regreso a la reserva india de Wind River en 1952, a la edad de 101 años. En ese momento informó que llevaba pulseras que, según él, indicaban que era una jefa de guerra.
Nariz Bonita fue incluida en la novela de 2017 The Vengeance of Mothers: The Journals of Margaret Kelly & Molly McGill de Jim Fergus. 

## Fotografías
Una fotografía tomada por Laton Alton Huffman c. 1880
 muestra a Nariz Bonita con una joven de trece años llamada Cervatilla Moteada. Una fuente del Proyecto Memoria de Montana sugiere que eran hermanas. Apareció en varias impresiones en plata de Huffman, que ahora forman parte de la colección de la Biblioteca de Princeton. Su foto aparece en la portada de la revista The Spirit of Indian Women. 